# Lamarck – Caulaincourt (Métro Paris)

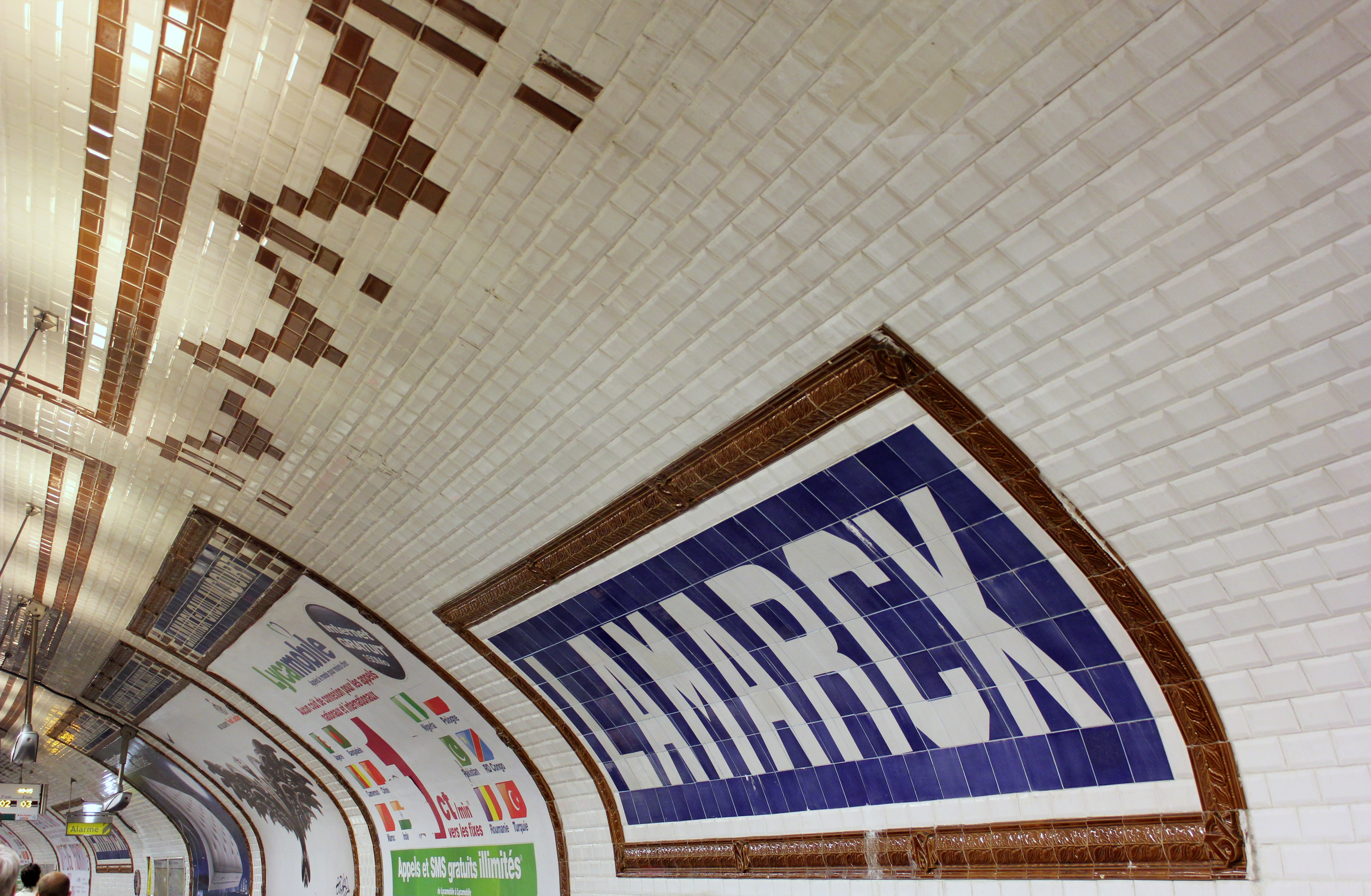
Auf den Stationsschildern kommt Caulaincourt nicht vor

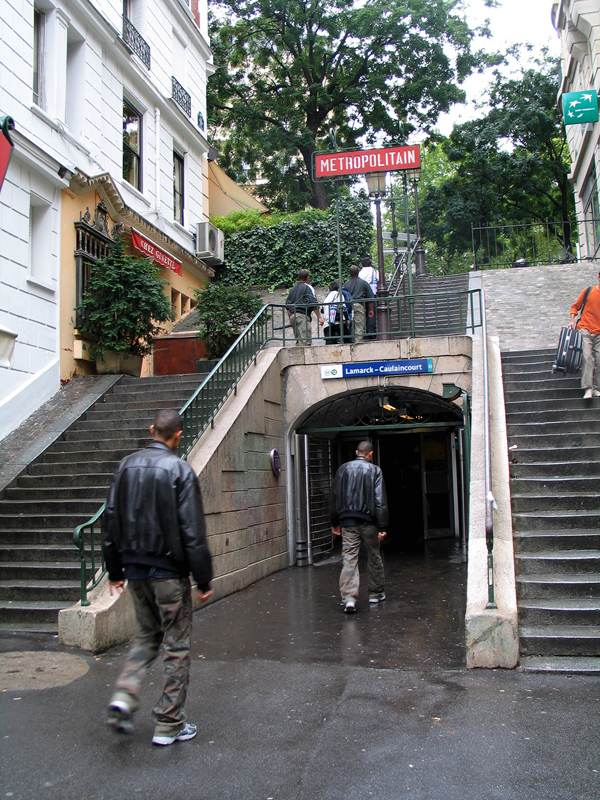
Zugangsbauwerk zwischen den Treppen der Rue Pierre-Dac

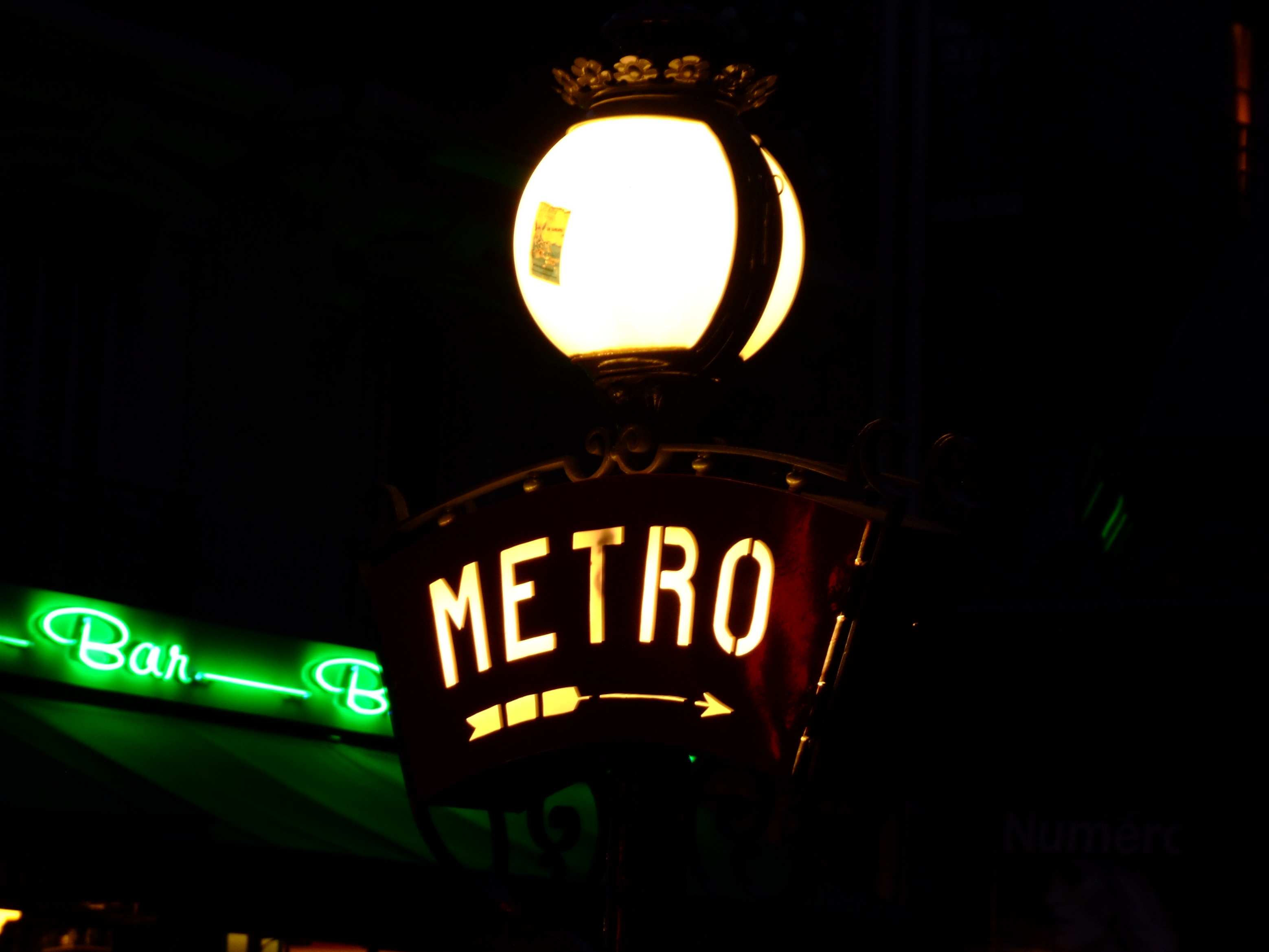
Kandelaber mit beleuchtetem Hinweis auf den Eingang der Station

Der U-Bahnhof Lamarck – Caulaincourt [lamaʁk kolɛ̃kuʁ] ist eine unterirdische Station der Linie 12 der Pariser Métro.

## Lage
Die Station befindet sich unterhalb der Anhöhe Butte Montmartre im Quartier des Grandes-Carrières des 18. Arrondissements von Paris. Sie liegt unter der Rue Pierre-Dac in Höhe der kreuzenden Straßen Rue Lamarck und Rue Caulaincourt.

## Name
Den Namen geben die Rue Lamarck und die Rue Caulaincourt. Der Naturforscher Jean-Baptiste de Lamarck (1744–1829) legte als erster eine ausformulierte Evolutionstheorie vor und gilt als Begründer der modernen Zoologie der wirbellosen Tiere. Armand de Caulaincourt (1773–1827) war General, Botschafter und Außenminister.
Zunächst hieß die Station nur „Lamarck“, später „Lamarck (Caulaincourt)“, ehe sie ihren aktuellen Namen erhielt. Auf den Stationsschildern im U-Bahnhof ist der Namensteil Caulaincourt nicht angeschrieben.

## Geschichte
Die Linie 12 wurde als Linie A von der Société du chemin de fer électrique souterrain Nord-Sud de Paris (Nord-Sud) gebaut und bis 1930 von ihr betrieben. Am 31. Oktober 1912 wurde die Station Lamarck in Betrieb genommen, als die nördliche Verlängerung der Linie von Pigalle bis Jules Joffrin eröffnet wurde. Nachdem die Nord-Sud im Vorjahr in der bislang konkurrierenden Compagnie du chemin de fer métropolitain de Paris (CMP) aufgegangen war, wurde am 27. März 1931 die Linie A in Linie 12 umbenannt.

## Beschreibung
Obwohl die Station den höchsten Punkt der Linie 12 darstellt, gehört sie mit 24 m unter dem Straßenniveau gleichzeitig zu den tiefstgelegenen der Métro. Der Zugang erfolgt über zwei Schächte, von denen einer zwei Wendeltreppen, der andere zwei Aufzüge beherbergt. Das Zugangsbauwerk liegt zwischen und unter den am Hang befindlichen Treppen der Rue Pierre-Dac an deren Kreuzung mit der Rue Lamarck. Der 1910 aufgestellte Kandelaber vor dem Eingang mit dem gebogenen Hinweisschild zur Métro ist ein nur dort vorkommendes Einzelstück.
Unter einem elliptischen Gewölbe liegen zwei Seitenbahnsteige an zwei Streckengleisen. Die eine sanfte Kurve beschreibende Station weist die ursprüngliche Pariser Standardlänge von 75 m, ausreichend für Fünf-Wagen-Züge, auf. Wegen der ursprünglich auf den Strecken der Nord-Sud vorhandenen Oberleitung ist sie geringfügig höher als die unter ähnlichen Gewölben liegenden CMP-Stationen. Anders als bei den von der CMP errichteten Stationen folgen die Seitenwände nicht der Krümmung der Ellipse, sondern verlaufen im unteren Bereich senkrecht. Typisch für die U-Bahnhöfe der Nord-Sud wurde die Station etwas prunkvoller als die Stationen der CMP erbaut.
Nachdem die Station in der Nachkriegszeit modernisiert worden war, präsentiert sie sich seit 2006 wieder im Originaldekor der Nord-Sud. Das Schild METROPOLITAIN über dem Eingang trug bis 1931 die Aufschrift NORD SUD.

## Fahrzeuge
Auf der Linie 12 verkehrten zunächst Züge der Nord-Sud-Bauart Sprague-Thomson, die sich in mehreren Punkten von den Sprague-Thomson-Fahrzeugen der CMP unterschieden. Auffallendes Merkmal war die Stromversorgung des führenden Triebwagens mittels eines Pantographen. Nach der Übernahme der Nord-Sud durch die CMP wurde diese Betriebsform in den 1930er Jahren aufgegeben. In den 1970er Jahren schieden die Nord-Sud-Züge zugunsten der Sprague-Thomson-Regelbauart aus, 1977 kamen dann moderne Züge der Baureihe MF 67 auf die Strecke.

## Umgebung

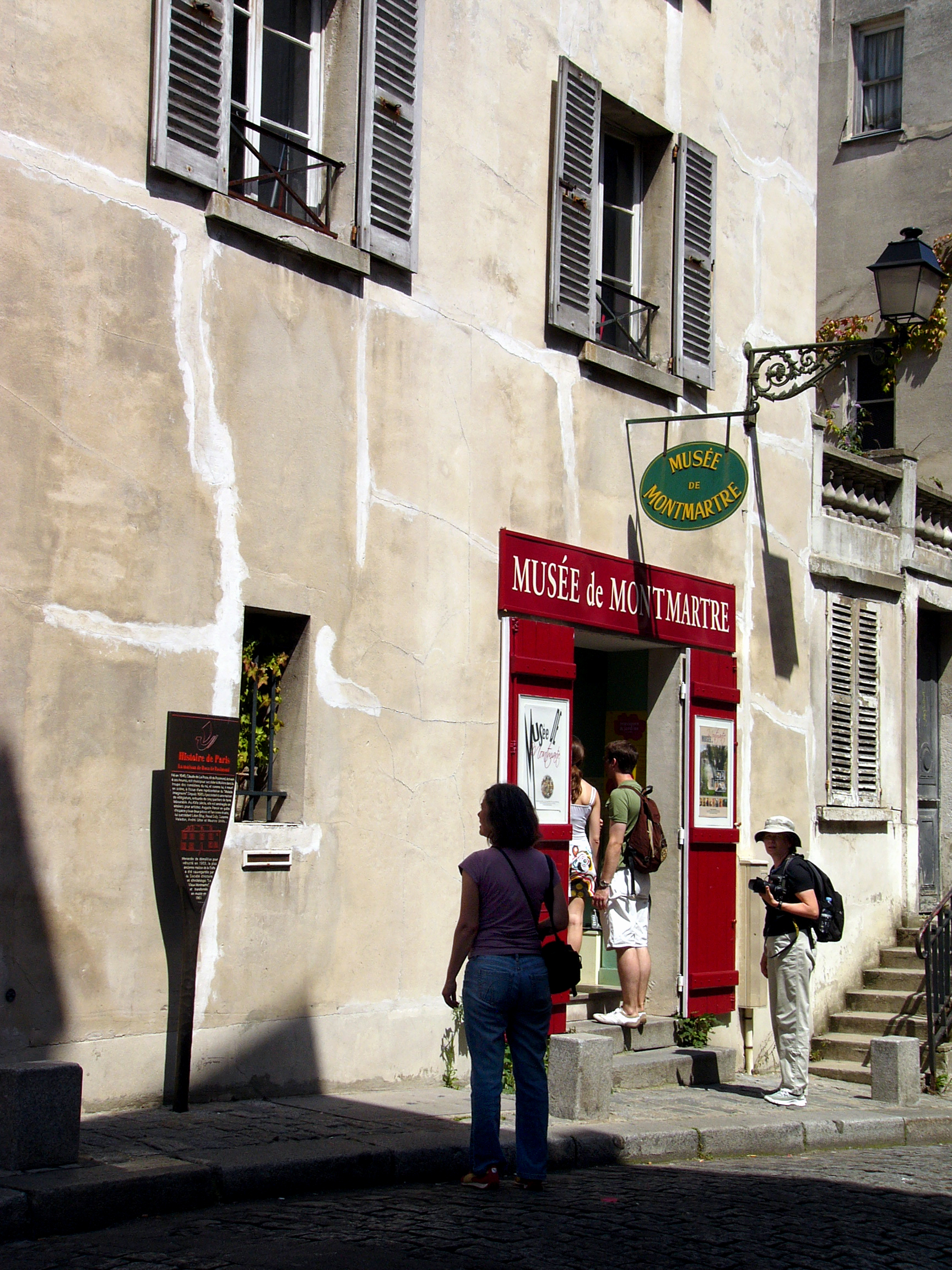
Eingang zum Musée de Montmartre

- Musée de Montmartre
- Friedhof Cimetière Saint-Vincent